# Anita (Iowa)
Anita è una città degli Stati Uniti, situata nella Contea di Cass, nello Stato dell'Iowa.

## Geografia fisica
Anita è situata a 41°26′48″N 94°45′56″W (41.446667 -94.765556). La città ha una superficie di 4,4 km², interamente coperti da terra. Le città limitrofe sono: Adair, Atlantic, Bryton, Bridgewater, Casey, Cumberland, Exira, Fontanelle e Massena. Anita è situata a 389 m s.l.m.

## Società

### Evoluzione demografica
Al censimento del 2000, Anita contava 1.049 abitanti e 454 famiglie. La densità di popolazione era di 238,40 abitanti per chilometro quadrato. Le unità abitative erano 492, con una media di 111,81 per chilometro quadrato. La composizione razziale contava il 99,24% di bianchi, lo 0,19% di nativi americani, lo 0,10% di asiatici e lo 0,48% di altre razze. Gli ispanici e i latini erano lo 0,48% della popolazione residente.